# Marque d'identification des aéronefs (K-P)
En raison de sa taille l'article Marques d'identification des aéronefs est subdivisé en quatre pages :
- Marque d'identification des aéronefs (A-C)
- Marque d'identification des aéronefs (D-J)
- Marque d'identification des aéronefs (K-P)
- Marque d'identification des aéronefs (Q-Z)

L'ensemble de ces quatre pages donne les marques d'identification des aéronefs.
Cet article présente les marques d'identification des appareils militaires du monde, aussi appelés cocardes.
Apparues durant la Première Guerre mondiale, les appareils étaient identifiés par divers symboles fantaisistes.
Ce n'est que par la suite qu'une normalisation s'opéra. La signalisation se trouve sur les côtés du fuselage, sur le dos ou le ventre des ailes, elle est généralement en cocarde mais peut être de forme triangulaire, en croix, en étoile ou autres formes, on en retrouve parfois sur la dérive ou le pennon de queue (souvent de forme rectangulaire).

## K
| Image 1 | Image 2 | Pays |
| ------- | ------- | --- |
|         |         | Katanga Fuselage: Cocarde en 3 cercles: centre en blanc avec 3 croisettes rouges (1 dessus, 2 dessous), milieu en vert et extérieur en rouge bordée de noir. |
|         |         | Kazakhstan Image 1 : Fuselage : Cocarde en étoile : rouge bordurée jaune, au centre un soleil jaune à 32 rayons de même, une silhouette d'aigle jaune surmontant le bas de l'étoile. Image 2 : Fuselage : Cocarde bleu avec un soleil jaune à 32 rayons et la silhouette d'un aigle jaune en dessous, cocarde non confirmée.                                                                                          |
|         | A: B:   | Kenya Image 1 : Fuselage : cocarde en trois cercles : centre en vert bordé de blanc, milieu en rouge bordé de blanc, extérieur en noir. Image 2 : Dérives en drapeaux: -A: Actuelle : en trois bandes horizontales : haut en noir, milieu en rouge bordée de blanc des 2 côtés, bas en vert. -B: Ancienne : en trois bandes verticales : gauche en noir, milieu en rouge bordée de blanc des 2 côtés, droite en vert. |
|         |         | Kirghizstan Fuselage: Cocarde jaune dans un anneau rouge, coupé par deux séries de trois lignes arrondie rouge: représentation stylisée du toit de la traditionnelle yourte kirghize. |
|         |         | Koweït Ancienne cocarde en 4 cercles: milieu en noir, milieu inférieur en rouge, milieu supérieur en blanc, supérieur en vert. De nos jours les appareils porte les marques K A F ou Kuwait Air Force et un numéro d'ordre (souvent en arabe). |

## L
| Image 1 | Image 2  | Pays |
| ------- | -------- | --- |
|         |          | Laos Cocarde reprenant le drapeau national: en 3 bandes verticales: haut et bas en rouge, centre en bleu avec un disque blanc. |
| A: B:   |          | Lesotho -A: Cocarde en 3 cercles: centre en blanc avec en son milieu la représentation en "hombre" marron de 2 armes croisées du XIXe siècle sous un bouclier surmonté de la montagne nationale, milieu en bleu, supérieur en vert. -B: Variante: Cocarde en 3 cercles: centre (plus grand) en bleu, milieu en blanc, supérieur en vert.                                                    |
|         | A: B: C: | Lettonie Image 1: Fuselage, cocarde en 3 cercles: centre et extérieur en rouge, milieu moins épais en blanc. Image 2: -A: Variante: Cocarde en croix: blanche sur rouge en X à 8 pointes. -B: Cocarde: Croix gammée (Svastika) rouge sur fond blanc, utilisé de 1918 à 1940. -C: Cocarde: croix rouge à 8 pointes sur fond blanc.                                                           |
|         |          | Liban Fuselage: Cocarde rouge, un triangle blanc à l'intérieur avec à son centre un cercle vert. |
|         |          | Liberia Fuselage: Cocarde: étoile blanche dans cercle bleu cerclé de rouge, sur les côtés 2 pattes blanche bordurées entre 2 rouge. |
|         | A: B:    | Libye Fuselage: -Image 1: Cocarde: 3 cercles: central en noir, milieu en blanc, supérieur en rouge, utilisée de 1969 à 1978. -Image 2: Cocardes: - A: Cercle vert, identification actuelle. - B: central vert, milieu noir, supérieur rouge, utilisé de 1951 à 1969. Dérive: Drapeau séparé en 3 parties horizontales: haut en rouge, milieu en blanc et bas en noir Dérive de 1951 à 1969. |
|         |          | Lituanie Cocarde en croix: blanche à 2 barres transversales, liserée bleu et blanc. |
|         |          | Luxembourg Dérive: Cocarde: 10 bandes verticales alternées blanc et bleu, un lion rouge à double queue, armé et lampassé d'or, une couronne d'or sur la tête. Portée sur les appareils de la NAEWF (NATO Airborne Early Warning Force : Force d'Alerte Aérienne Avancée de l'OTAN). |

## M
| Image 1  | Image 2 | Pays |
| -------- | ------- | --- |
|          |         | Macédoine Image 1: Cocarde triangulaire: 2 triangles jaunes bordurés de rouge forment la base, la pointe est formée d'un losange rouge borduré jaune, la pointe est toujours vers l'avant. Image 2: Ancienne Cocarde en drapeau: rouge avec un soleil jaune à 16 rayons légèrement décalé 1 sur 2. |
|          |         | Madagascar Cocarde en 3 cercles: centre blanc, milieu rouge extérieur vert borduré jaune. |
|          | A: B:   | Malaisie Image 1: Fuselage: Cocarde carrée : bleu clair borduré bleu foncé, au centre un soleil jaune à 14 branches. Dérive: Drapeau à 3 bandes verticales: gauche jaune, milieu bleu foncé, droite bleu clair. Image 2: Variantes -A: Cocarde bleu clair cerclée bleu foncé, au centre un soleil jaune à 14 branches. -B: Cocarde en 3 cercles : centre en jaune, milieu en bleu foncé, extérieur en bleu clair.                                                                                                  |
| A: B:    |         | Malawi Fuselage: -A: cocarde en drapeau à 3 bandes verticales: haut et bas en rouge, milieu en noir, au centre du drapeau un losange blanc avec au milieu la silhouette en or d'un oiseau en vol de face. -B: Variante: Cocarde en 3 cercles: centre en vert, milieu en rouge, extérieur en noir. |
|          |         | Mali Fuselage: Cocarde en 3 cercles : central en rouge, milieu en jaune, supérieur en vert. Dérive: Drapeau séparé en 3 parties verticales : gauche en vert, milieu en jaune et droite en rouge. |
| A: B: C: |         | Malte Image 1: -A: Dérive : drapeau en 2 bandes verticales : partie gauche blanc avec une croix de George au quart haut gauche, partie droite en rouge. -B: Fuselage:Cocarde en 2 cercles: centre blanc avec une croix de Georges, extérieur en rouge. -C: Dérive:: variante: idem A mais les bandes sont moins épaisses et plus hautes. Image 2: Fuselage: Ancienne Cocarde en 2 parties haut en blanc, bas en rouge, le tout surmonté des lettres T F (Malta Task Force).                                        |
|          |         | Maroc Fuselage: Cocarde rouge, cercle en vert, au centre une étoile chérifienne verte, sur son dessus une couronne surmontée d'une petite étoile jaune. |
| A: B:    |         | Mauritanie -A: Cocarde verte cerclée de blanc, un croissant jaune pointe vers le haut et une étoile jaune sur le dessus, principalement utilisée sur et sous les ailes. -B:Cocarde carrée verte cerclée de blanc, un croissant jaune pointe vers le haut et une étoile jaune sur le dessus, utilisée sur le fuselage et la dérive. |
|          |         | Maurice (Ile) Cocarde : divisée en 4 parties horizontales: haut rouge, milieu supérieur bleu, milieu inférieur jaune et bas vert. |
| A: B: C: | A: B:   | Mexique Image 1: -A: Fuselage : Cocarde en trois triangles têtes en bas : centre vert, milieu blanc, supérieur rouge. -B: Version basse visibilité, les tons sont gris. -C: Dérive: 3 bandes verticales : gauche vert, milieu blanc, droite rouge. Image 2: -A : Fuselage : Cocarde en 3 triangles têtes en bas : centre vert, milieu blanc, supérieur rouge, le tout sur deux ancres noires croisées, les ancres sont blanches sur les appareils foncés. -B : Ancienne Cocarde: Idem A mais avec une seule ancre. |
|          |         | Moldavie Cocarde blanche avec à son centre une étoile rouge à 8 branches bordurée jaune et bleu. |
|          |         | Mongolie Fuselage: Image 1 : Ancienne Cocarde: Étoile rouge sur fond blanc cerclée en rouge Image 2 : -A: Nouvelle cocarde en 3 cercles: centre et supérieur en rouge, intérieur en bleu. -B:Variante en étoile: 3 étoiles superposées centrale et supérieur en rouge, milieu en blanc, avec inscriptions et dessins en jaune. |
|          |         | Mozambique Image 1: Cocarde: noire avec un triangle rouge, au centre une houe jaune, tête vers la gauche, et un AK-47 jaune, canon vers la droite, croisés sur le relief jaune d'un livre ouvert, une petite étoile jaune sous la baïonnette. Image 2: Idem Image 1 sauf que le triangle a le sommet vers le bas. |

## N
| Image 1 | Image 2 | Pays |
| ------- | ------- | --- |
|         |         | Namibie Cocarde en 3 cercles: centre bleu avec un soleil jaune à 12 branches et un anneau bleu au central, milieu rouge (moins large), extérieur vert. |
|         |         | Népal Image 1: Dérive: en 2 triangles rouge bordé bleu se chevauchant, sur le 1er triangle un soleil blanc se couchant sur une lune blanche pointe en haut, sur le 2e un soleil blanc à 12 branches. Image 2: Fuselage: Étoile rouge bordurée blanc et noir, au centre un trident noir surmonté d'un "coussin" jaune. |
|         |         | Nicaragua Cocarde jaune cerclé noir, Un rectangle divisé en 2 parties verticale et angles coupé en quart de cercle intérieur: haute noire, basse rouge, une étoile jaune au centre. |
|         |         | Niger Image 1: Fuselage: Cocarde en 3 parties verticales: haut orange, centre blanc avec un rond orange centré, bas vert. Image 2: Dérive: en drapeau: Idem Image 1. |
|         |         | Nigeria Image 1: Fuselage: Cocarde en 3 cercles: central en vert et supérieur en vert, milieu en blanc Dérive: Drapeau séparé en 3 parties verticales: gauche et droite en vert, milieu en blanc et plus fin. Image 2: Fuselage: Idem Image 1, une ancre noire sur le cercle central et du milieu.                    |
| A: B:   |         | Norvège Image 1: Fuselage: -A : Cocarde blanche cerclée bleu, à son centre un triangle rouge avec une bande bleu bordée blanc au milieu, pointe toujours vers l'arrière. -B : version basse visibilité : Évidée et couleurs sont grises. Image 2: Dérive: Rouge avec une bande bleu bordée blanc au milieu.           |
| A: B:   |         | Nouvelle-Zélande Fuselage: -A : Cocarde blanche cerclée bleu, un Kiwi rouge au centre. -B : Basse visibilité : Évidé, couleurs en gris. |

## O
| Image 1 | Image 2 | Pays |
| ------- | ------- | --- |
| A : B : |         | Oman Fuselage : -A : cocarde rouge cerclée blanc, au centre en « ombre » blanche l'emblème d'Oman. -B : version basse visibilité : le rouge est remplacé par un bleu clair. |
|         |         | ONU dérives : Image 1 : Drapeau bleu clair, une couronne d'olivier blanche avec à son centre la représentation aplanie du monde. Image 2 : Lettres UN en blanc. |
|         |         | OTAN Cocarde : Rose des vents à 4 directions aux branches mi-blanche, mi-bleu, sur un cerclage bleu, se trouve le plus souvent sur les aéronefs des forces d'alerte. |
|         |         | Ouganda Image 1 : Cocarde : en 4 cercles : extérieur noir, milieu extérieur jaune, milieu intérieur rouge, centre blanc avec une Grue royale au milieu. Image 2 : Ancienne cocarde : en 4 cercles : extérieur noir, milieu extérieur rouge, milieu intérieur jaune, centre noir avec une tête de Grue royale au milieu. |
|         |         | Ouzbékistan Cocarde : |

## P
| Image 1 | Image 2 | Pays |
| ------- | ------- | --- |
|         |         | Pakistan Image 1: Fuselage: Cocarde en 2 cercles: centre blanc, extérieur vert. Image 2: Dérive: cocarde carrée, avec une lune blanche et une étoile entre ses pointes, le tout dirigé vers le coin supérieur droit. Existe une variante bordurée de jaune. |
|         |         | Panama Image 1: Fuselage: cocarde avec une patte de chaque côté le tout divisé en 4 quarts: 1er en blanc avec une étoile bleue, 2e en rouge, 3e en blanc avec une étoile rouge, 3e en bleu. Image 2: dérive: en 3 parties horizontales: haut rouge, milieu blanc avec une étoile bleue et une rouge, bas bleu. |
|         |         | Papouasie-Nouvelle-Guinée Cocarde en 3 cercles: extérieur noir, milieu rouge, centre vert avec un oiseau paradisier jaune. |
|         |         | Paraguay Fuselage: Cocarde en 3 cercles: centre bleu, milieu blanc et extérieur rouge. Dérive: en 3 bandes verticales: haut rouge, milieu blanc avec une étoile jaune, bas bleu. |
|         |         | Pays-Bas Image 1: Cocarde divisée en 3 tiers: bleu, rouge, blanc, au centre un petit cercle orange Image 2: Ancienne cocarde: triangulaire, pointe vers le bas, orange bordé noir. Servait d'identifiant de neutralité au début de la Seconde Guerre mondiale. |
|         |         | Philippines Cocarde : deux losanges : centre bleu, extérieur blanc borduré rouge, avec une aile stylisée blanche bordurée bleu de chaque côté. Elle est surnommée "le losange ailé". Dans sa version basse visibilité les couleurs sont grises et le blanc évidé. |
|         |         | pologne Image 1: Cocarde carrée: divisée en 4 quarts: un rouge un blanc, bordure en 4 quarts couleurs inversées. variantes: les couleurs sont inversées. Image 2: Autre variante: Idem Image 1 mais de forme ronde. |
|         |         | Pérou (Aviation) Fuselage: 3 cercles: central en rouge, milieu en blanc, supérieur en rouge. Dérive: Drapeau séparé en 3 parties verticales: gauche en rouge, milieu en blanc et droite en rouge. |
|         |         | Pérou (Marine) Fuselage: Ancre noire sur un cercle rouge, elle-même surmontée à son centre de deux cercles un blanc en supérieur et au centre un rouge Dérive: Drapeau séparé en 3 parties verticales: gauche en rouge, milieu en blanc avec une ancre noire au centre et droite en rouge |
|         | A: B:   | Portugal Fuselage: -Image 1: Cocarde: Croix pattée rouge avec à son centre une croix blanche à branches égales, le tout sur un cercle blanc -Image 2: -A: Cocarde: Croix pattée rouge avec à son centre une croix blanche à branches égales, le tout sur un cercle blanc cerclé en bleu. -B: Cocarde: Croix pattée gris foncé avec à son centre une croix gris clair à branches égales, le tout sur un cercle gris clair cerclé en gris foncé. Dérive: Drapeau séparé en 2 parties verticales: gauche en 1/3 de vert et droite en 2/3 de rouge |
|         |         | Porto Rico Dérive: drapeau en 5 bandes verticales, 3 rouges et 2 blanches, sur le 1er tiers gauche un triangle bleu avec une étoile blanche au centre. Étant sous protectorat des États-Unis, la dérive est rajoutée aux avions de l'USAF, qui entretient l'Air National Guard : la "Porto Rico ANG". |